# Conveni de Màlaga
El Conveni de Màlaga és un acord assolit entre el Regne d'Espanya i la República de França per a la readmissió de persones en situació irregular al territori nacional de l'estat sol·licitant, ja sigui per mitjà de vies aèries o terrestres.
Aquest pacte fou signat a la ciutat de Màlaga (Andalusia) el 26 de novembre de 2002 per part de Nicolas Sarkozy durant la seua etapa com a Ministre de l'Interior francès i pel seu homòleg espanyol, Ángel Acebes Paniagua. Fou publicat al Butlletí Oficial de l'Estat (BOE) de 26 de desembre de 2003 i deixà sense efectes legals l'acord previ fronterer adoptat el 1988 entre ambdós estats.

## Característiques i infraestructures d'ús
El conveni autoritza el trànsit aeri, la intervenció d'agents policials de paisà i desarmats, una custòdia de fins a 24 hores i el transport dels nacionals de tercers estats respecte dels quals la part requeridora hagi adoptat una decisió d'expulsió o de denegació d'entrada al seu territori. Als Països Catalans, les dependències i infraestructures destinades a aquesta finalitat són les estructures frontereres binacionals del Pertús-la Jonquera i de la Cervera de la Marenda-Portbou, la unitat d'estrangeria i documentació de Puigcerdà-la Guingueta d'Ix i els aeroports de Barcelona i de València.
Aquest tractat, que fou pensat per a l'extradició d'integrants de l'organització armada èuscar Euskadi Ta Askatasuna (ETA), ha rebut crítiques per l'estat d'indefensió jurídica al qual resten sotmesos els migrants afectats.

## Esmenes posteriors i convenis similars
L'any 2013 es va signar una millora de les condicions en el transport aeri d'aquest conveni a l'Ajuntament de Salamanca (Castella i Lleó) per part dels directors de la Policia Nacional espanyola i de la Gendarmeria Nacional francesa, Ignacio Cosidó Gutiérrez i Claude Baland, respectivament. L'acord va suposar la fixació d'una autoritat única a cada país que estigués facultada per decidir les sol·licituds de readmissió i el manteniment dels aeroports designats l'any 2002.
Espanya manté altres convenis de readmissió de persones en situació irregular amb Algèria, Bulgària, Eslovàquia, Estònia, Guinea Bissau, Itàlia, Letònia, Lituània, Macedònia del Nord, Marroc, Mauritània, Polònia, Portugal, Romania i Suïssa.